# Энсисо (Колумбия)
Энсисо (исп. Enciso) — город и муниципалитет в северо-восточной части Колумбии, на территории департамента Сантандер. Входит в состав провинции Гарсия-Ровира.

## История
Поселение, из которого позднее вырос город, было основано Хуаном де Энсисо 9 августа 1773 года.

## Географическое положение

Муниципалитет Энсисо

Город расположен в восточной части департамента, в горной местности Восточной Кордильеры, к востоку от реки Сервита, на расстоянии приблизительно 64 километров к юго-востоку от города Букараманги, административного центра департамента. Абсолютная высота — 1578 метров над уровнем моря.
Муниципалитет Энсисо граничит на севере с территорией муниципалитета Консепсьон, на северо-западе — с муниципалитетом Малага, на западе — с муниципалитетом Сан-Хосе-де-Миранда, на юге — с муниципалитетом Капитанехо, на юго-востоке — с муниципалитетом Сан-Мигель, на востоке — с муниципалитетом Каркаси. Площадь муниципалитета составляет 72,73 км².

## Население
По данным Национального административного департамента статистики Колумбии, совокупная численность населения города и муниципалитета в 2015 году составляла 3323 человека.
Динамика численности населения муниципалитета по годам:
| 2005 | 2006 | 2007 | 2008 | 2009 | 2010 | 2011 | 2012 | 2013 | 2014 | 2015 |
| ---- | ---- | ---- | ---- | ---- | ---- | ---- | ---- | ---- | ---- | ---- |
| 3989 | 3910 | 3839 | 3776 | 3701 | 3633 | 3565 | 3502 | 3443 | 3382 | 3323 |

Согласно данным переписи 2005 года мужчины составляли 51,9 % от населения Энсисо, женщины — соответственно 48,1 %. В расовом отношении белые и метисы составляли 99,8 % от населения города; негры, мулаты и райсальцы — 0,2 %.
Уровень грамотности среди всего населения составлял 86,2 %.

## Экономика
Основу экономики Энсисо составляет сельское хозяйство.
48,9 % от общего числа городских и муниципальных предприятий составляют предприятия сферы обслуживания, 34,1 % — предприятия торговой сферы, 11,4 % — промышленные предприятия, 5,6 %— предприятия иных отраслей экономики.

## Транспорт
К востоку от города проходит национальное шоссе № 55 (исп. Ruta Nacional 55).